# Бруни-Тедески, Валерия
Валерия Бруни-Тедески (итал. Valeria Bruni Tedeschi, род. 16 ноября 1964, Турин, Италия) — итало-французская актриса и кинорежиссёр. Старшая сестра Карлы Бруни, супруги 23-го президента Франции Николя Саркози. Лауреат 4 премий «Давид ди Донателло» за лучшую женскую роль (1996, 1998, 2014, 2017).

## Биография
Бруни-Тедески родилась в Турине, в итальянском регионе Пьемонт. Также как и её младшая сестра Карла Бруни, она постоянно проживает во Франции. Обе сестры выросли билингвами, так как их семья переехала в Париж в 1973 году, опасаясь похищения а, позднее, терроризма Красных Бригад. Бруни-Тедески гражданка Италии; она также получила французское гражданство путём натурализации 31 июля 2006 года.
Её мать концертная пианистка Мариса Борини (итал. Marisa Borini) имеет итало-французские корни, а отец, композитор Альберто Бруни Тедески (итал. Alberto Bruni Tedeschi) — итальянец. Она троюродная сестра Алессандры Мартинес.
В актёрской школе Нантера ей преподавали Патрис Шеро и Пьер Романс. Первую роль Бруни-Тедески сыграла в фильме Шеро «Отель «Франция»» (1987). В 2003 году дебютировала в качестве режиссёра с фильмом «Легче верблюду». В 2004 году входила в состав жюри Берлинского кинофестиваля.
С января 2007 по декабрь 2012 год состояла в связи с актёром Луи Гаррелем. Вместе они удочерили сенегальскую девочку, которой дали имя Селин. Бруни-Тедески и Гаррель сыграли вместе в ленте Бруни-Тедески «Сон предыдущей ночи» (2007), об актрисе, которая играет главную роль в постановке тургеневского «Месяца в деревне». Эта работа была удостоена специального приза жюри каннской программы «Особый взгляд». В 2013 году вышел полуавтобиографический фильм Бруни-Тедески «Замок в Италии», в котором Гаррель также исполнил роль её любовника.

## Фильмография

### Актриса
(Неполная фильмография)
- 1987 — Отель «Франция» / Hôtel de France
- 1987 — / L’amoureuse
- 1991 — / L’homme qui a perdu son ombre
- 1992 — / Sandra c’est la vie
- 1993 — / Les gens normaux n’ont rien d’exceptionnel
- 1994 — / Oublie-moi
- 1996 — Мужчина моей жизни / Mon homme
- 1996 — / Encore
- 1996 — / Nénette et Boni
- 1996 — / La Seconda Volta
- 1997 — / Дом / A casa
- 1998 — Те, кто меня любит, поедут поездом / Ceux qui m’aiment prendront le train
- 1998 — / La parola amore esiste
- 1998 — / La vie ne me fait pas peur
- 1999 — / Au cœur du mensonge
- 1999 — Кормилица / La balia
- 1999 — От нечего делать / Rien à faire
- 2001 — Молоко человеческой нежности / Le lait de la tendresse humaine
- 2002 — Ах, если бы я был богат / Ah! Si j’etais riche
- 2002 — На десять минут старше / Ten Minutes Older
- 2003 — Легче верблюду… / Il est plus facile pour un chameau…
- 2004 — 5x2 / 5x2 Cinq fois deux
- 2005 — Билет на поезд / Tickets
- 2005 — Рачки и ракушки / Crustaces et coquillages
- 2005 — Время прощания / Le Temps qui reste
- 2005 — V.I.P. — квартал / Quartier V.I.P.
- 2005 — Идеальная пара / Un couple parfait
- 2005 — Мюнхен / Munich
- 2007 — Сон предыдущей ночи / Actrices
- 2009 — Давние любовники / Les Regrets
- 2013 — Цена человека / Il capitale umano
- 2013 — Замок в Италии / Un château en Italie
- 2013 — Да здравствует свобода / Viva la libertà
- 2016 — В тихом омуте / Ma Loute
- 2016 — Как чокнутые / La pazza gioia
- 2019 — Магия зверя / Seules les bêtes
- 2020 — Лето 85 / Été 85
- 2022 — Черта / La ligne

### Режиссёр
- 2003 — Легче верблюду… / Il est plus facile pour un chameau…
- 2007 — Сон предыдущей ночи / Actrices
- 2013 — Замок в Италии / Un château en Italie
- 2015 — Три сестры (по А. Чехову)